# Paraclius maritimus
Paraclius maritimus är en tvåvingeart som beskrevs av Van Duzee 1923. Paraclius maritimus ingår i släktet Paraclius och familjen styltflugor. Inga underarter finns listade i Catalogue of Life.